# 束缚衣
束缚衣（英语：Bondage suit），是遮掩身体完部（通常包括手和脚）服装。束缚衣可以由任何材料制成，最常用的是皮革，PVC，橡胶，氨纶和darlex。皮革不具有弹性，不如其它材料紧密。

## 使用
束缚衣用来在BDSM中使用捆绑套装来客观化穿着者，并将其降低到性玩具的状态(并不是性伴侣)。乳房和生殖器是不能直接接触的，除非有适当位置的放置拉链。
虽然这些緊身連衣褲、单打服或全包緊身衣 有着比外观更多的用途，但典型的束缚服是黑色的，具有非常耐撕裂的材料(通常用带子加固，几乎不能伸展)，包括集成的金属环、腰带、纽扣和花边用来系紧它，并附加绳索或链条，如将佩戴者吊起和悬挂在天花板上。

## 大众文化
在昆汀·塔伦蒂诺的电影Pulp Fiction中使用这一术语之后，这种套装有时被称为“瘸子服”。